# Guernsey Airport
Guernsey Airport (franska: Aéroport de Guernesey) är en flygplats på Guernsey (Storbritannien). Den ligger i församlingen Forest, i den centrala delen av landet, 6 km sydväst om huvudstaden St. Peter Port. Guernsey Airport ligger 102 meter över havet. Den ligger på ön Guernsey.
Terrängen runt Guernsey Airport är platt.